# Margarete von Kleve (Thüringen)
Margarete von Kleve (* um 1155/60, † nach 1184) war Landgräfin von Thüringen durch die Ehe mit Ludwig III.
Sie war die Tochter des Grafen von Kleve, Dietrich II./IV. († 1172) und Adelheids von Sulzbach († 1189).
Die Hochzeit des Landgrafen mit Margarethe wurde (wahrscheinlich 1174) am Klever Hof gefeiert und ging durch Heinrich von Veldeke († um 1200), der Gast der Hochzeit (do sie der langgrave nam) war, in die Literaturgeschichte ein. Im Epilog seines Eneasromans über den Halbgott Aeneas wird erzählt, dass er der Hochzeitsgesellschaft aus seinem unvollendeten Epos vortrug. Anschließend übergab er Margarete das Manuskript zur Anschauung. Heinrich Raspe († 1180) ein Bruder des Bräutigams stahl jedoch das Manuskript (Doe wart dat boec te Cleven verstolen einre joncfroun, der si`t hade bevolen. Des wart die gravinne gram). Erst 9 Jahre danach erhielt Heinrich von Veldeke das unvollendete Manuskript vom zweiten Bruder Hermann I. zurück, und zwar noch in dessen Zeit als Pfalzgraf (1181–1190). 
Die Ehe wurde noch vor 1186 wohl unter dem Vorwand zu naher Verwandtschaft aufgelöst. Ludwig III. heiratete wohl Ende 1185 oder Anfang 1186 die dänische Königinwitwe Sophia von Minsk, von der er sich ebenfalls bald wieder trennte. Ludwig III. und Margarethe von Kleve hatten eine Tochter Jutta, die mit Dietrich von Groitzsch († 1207) verheiratet wurde.